# Рэй, Генриетта
Генриетта Эмма Рэтклифф Рэй (30 декабря 1859 — 26 января 1928) — британская художница поздней викторианской эпохи, специализирующаяся на классических, аллегорических и литературных сюжетах. Её самая известная картина — «Дама с лампой» (1891); с изображением Флоренс Найтингейл в Скутари .

## Биография
Генриетта Рэй родилась 30 декабря 1859 года в Хаммерсмите, Лондон, в семье Томаса Берби Рэй, государственного служащего, и Энн Элизы Рэй (в девичестве Грейвз), которая обучалась музыке у Феликса Мендельсона. У неё было три брата и три сестры.
Рэй начала формально изучать искусство в возрасте тринадцати лет, получив образование в Школе искусств Квин-Сквер, Школе искусств Хизерли (как первая ученица школы) и в Британском музее. Известно, что Рэй подавала документы в Королевскую академию художеств как минимум пять раз, прежде чем в конечном итоге получила семилетнюю стипендию. Среди её учителей были сэр Лоуренс Альма-Тадема, оказавший сильнейшее влияние на её более поздние работы, а также Фрэнк Бернард Дикси и Уильям Пауэлл Фрит.
В 1884 году она вышла замуж за художника и однокурсника по Королевской академии Эрнеста Норманда, но сохранила девичью фамилию — выбор, который в то время считался необычным, — потому что она уже начала укреплять свою репутацию художника, будучи частым участником ежегодной выставки Королевской академии с 1881 года. Вместе с мужем проживала в Холланд-парке, резиденции многих других художников того времени. Частыми посетителями были Лейтон, Милле, Принсеп и Уоттс . Однако внимание не всегда приветствовалось. В своих мемуарах Рэй описала властное отношение и поведение некоторых более старших художников. В одном из таких случаев Принсеп обмакнул большой палец в кобальтово-синюю краску и сделал отметку на одной из картин Рэй. В отместку Рэй «случайно» сожгла его шляпу на плите.
Супруги отправились в Париж в 1890 году, чтобы учиться в Академии Жюлиана у Жюля Жозефа Лефевра и Жан-Жозефа Бенджамина-Константа . В 1893 году они переехали в Аппер Норвуд, в студию, построенную по заказу отцом Норманда. У пары было двое детей: сын (1886 года рождения) и дочь (1893 года рождения).
Выставляла свои работы во Дворце изящных искусств и Здании женщины на Всемирной выставке 1893 года в Чикаго, штат Иллинойс.
Рэй была сторонницей феминизма и женского избирательного права. В 1897 году Рэй организовала выставку работ женщин-художников к юбилею королевы Виктории .
Она умерла 26 января 1928 года в Аппер Норвуд.

## Работы
Рэй специализировалась на классических, аллегорических и литературных сюжетах. Её картина « Элейн, охраняющая щит Ланселота» (1885) вдохновлена поэмой Теннисона « Ланселот и Элейн» . Среди множества других её картин в классическом духе, «Эвридика возвращается в Аид » (1886) получила почетную награду на Международной выставке 1889 года в Париже и медаль на Всемирной выставке 1893 года в Чикаго . Её картина 1891 года « Мисс Найтингейл в Скутари» (1854), на которой изображена Флоренс Найтингейл, основательница современного медсестринского дела, часто воспроизводилась и обычно именуется «Дама с лампой» .
Картина Психея у престола Венеры (1894) имеет размеры 3,7 на 2,1 метра и содержит 13 фигур. На её картине « Сэр Ричард Уиттингтон, раздающей благотворительность» (1900) изображен Ричард Уиттингтон; средневековый купец и четырёхкратный лорд-мэр Лондона . Она также нарисовала многих известных в обществе людей, включая лорда Дафферина в 1901 году.
Среди её работ:
- Молодая мечта любви (1883)
- Элейн охраняет щит Ланселота (1885)
- Ариадна (1885)
- Эвридика погружается в Аид (1886)
- Зефир и Флора (1888)
- Мисс Найтингейл в Скутари (1854) (1891)
- Психея на троне Венеры (1894)
- Аполлон и Дафна (1895)
- Диана и Калисто (1899)
- Сэр Ричард Уиттингтон раздает свою благотворительную фреску (1900 г.) на Королевской бирже в Лондоне
- Маркиз Дафферин и Ава (1901)
- Гилас и водяные нимфы (1910)
- Джон Хорнер 1858-1919 (1913) в коллекции Ольстерского музея[14]